# Adolf Schön
Adolf Schön (Wiesbaden, 8 d'abril de 1906 - Frankfurt, 2 d'agost de 1987) va ser un ciclista alemany, professional entre 1930 i 1943 i el 1946 i 1947. Era especialista en pista, on aconseguí bona part dels seus millors èxits. En carretera destaca la desena posició del Tour de França de 1930.

## Palmarès
- 1931
  - 1r als Sis dies de Colònia, amb Karl Göbel
  - 1r als Sis dies de Dortmund, amb Jan Pijnenburg
  - 1r als Sis dies de Berlín, amb Jan Pijnenburg
- 1932
  - 1r als Sis dies de Frankfurt, amb Oskar Tietz
- 1933
  - 1r als Sis dies de Brussel·les, amb Jan Pijnenburg
  - 1r als Sis dies de Dortmund, amb Paul Buschenhagen
  - 1r als Sis dies de Colònia, amb Karl Göbel
- 1936
  - 1r als Sis dies de París, amb Kees Pellenaars
- 1937
  -  Campió d'Alemanya de mig fons

### Resultats al Tour de França
- 1930. 10è de la classificació general